# Osek (district de Strakonice)
Pour les articles homonymes, voir Osek.
Osek (en allemand : Ossek) est une commune du district de Strakonice, dans la région de Bohême-du-Sud, en République tchèque. Sa population s'élevait à 653 habitants en 2020.

## Géographie
Osek se trouve à 8 km au nord-est de Strakonice, à 54 km au nord-ouest de České Budějovice et à 91 km au sud-sud-ouest de Prague.
La commune est limitée par Velká Turná au nord, par Drhovle à l'est, par Přešťovice et Rovná au sud, et par Radomyšl à l'ouest.

## Histoire
La première mention écrite du village date de 1392.